# Motoko Kumai
Motoko Kumai (jap. 熊井 統子 Kumai Motoko; ur. 8 września 1970 w Tokio) – japońska seiyū i aktorka dubbingowa związana z 81 Produce. Znana jest między innymi jako Tyson Granger (jap. Takao Kinomiya) w anime Beyblade, a także jako Syaoran Li w anime Cardcaptor Sakura.

## Wybrane role głosowe

### Anime
- 1996: Kidō Shinseiki Gundam X – Kid Salsamille
- 1997–2005: Pokémon –
  - Tarō (Tommy),
  - Watari (Malachi),
  - Yutaka (Keegan),
  - Osamu (Oliver),
  - Yōsuke (Marius),
  - Babcia
- 1998–2000: Cardcaptor Sakura – Syaoran Li
- 1999–2001: Detektyw Conan –
  - Toshiya,
  - Rintarō Koizumi
- 1999: Digimon Adventure – Sukamon
- 2000: Digimon Adventure 02 – Sukamon
- 2000: Mały kotek Feliks i przyjaciele – Ukon
- 2001–2003: Beyblade – Takao Kinomiya (Tyson Granger)
- 2001: X – Nataku
- 2001: InuYasha – Tarōmaru
- 2002: Chobits – Sumomo
- 2002: Król szamanów – Chocolove McDonell
- 2004: Kyō kara maō! – Greta
- 2008: Allison & Lillia – Wilhelm Schultz
- 2008: Stich! – Yuna Kamihara